# Вооз
Во́оз (ивр. בעז‎ [бо́аз], «крепость», «сила»), также Боаз — прадед царя Давида, герой книги Руфь.
Родственник Елимелеха, он описан в книге Руфь как благочестивый человек, который женился на Руфи, вдове сына Елимелеха, оценив благородство её поведения. Тем самым он поддерживает семью Елимелеха, потерпевшую крах, в духе заповеди левиратного брака.
Так описывается в книге Руфь происхождение Вооза и его правнука царя Давида:
«И вот род Фаресов: Фарес родил Есрома; Есром родил Арама; Арам родил Аминадава; Аминадав родил Наассона; Наассон родил Салмона; Салмон родил Вооза; Вооз родил Овида; Овид родил Иессея; Иессей родил Давида» (Руфь. 4:18—22).
В Новом Завете упоминается, что Вооз — один из предков Иисуса Христа (Мф. 1:5 и Лк. 3:32).
Одно из самых известных стихотворений Виктора Гюго — «Спящий Вооз».